# Márta Záray

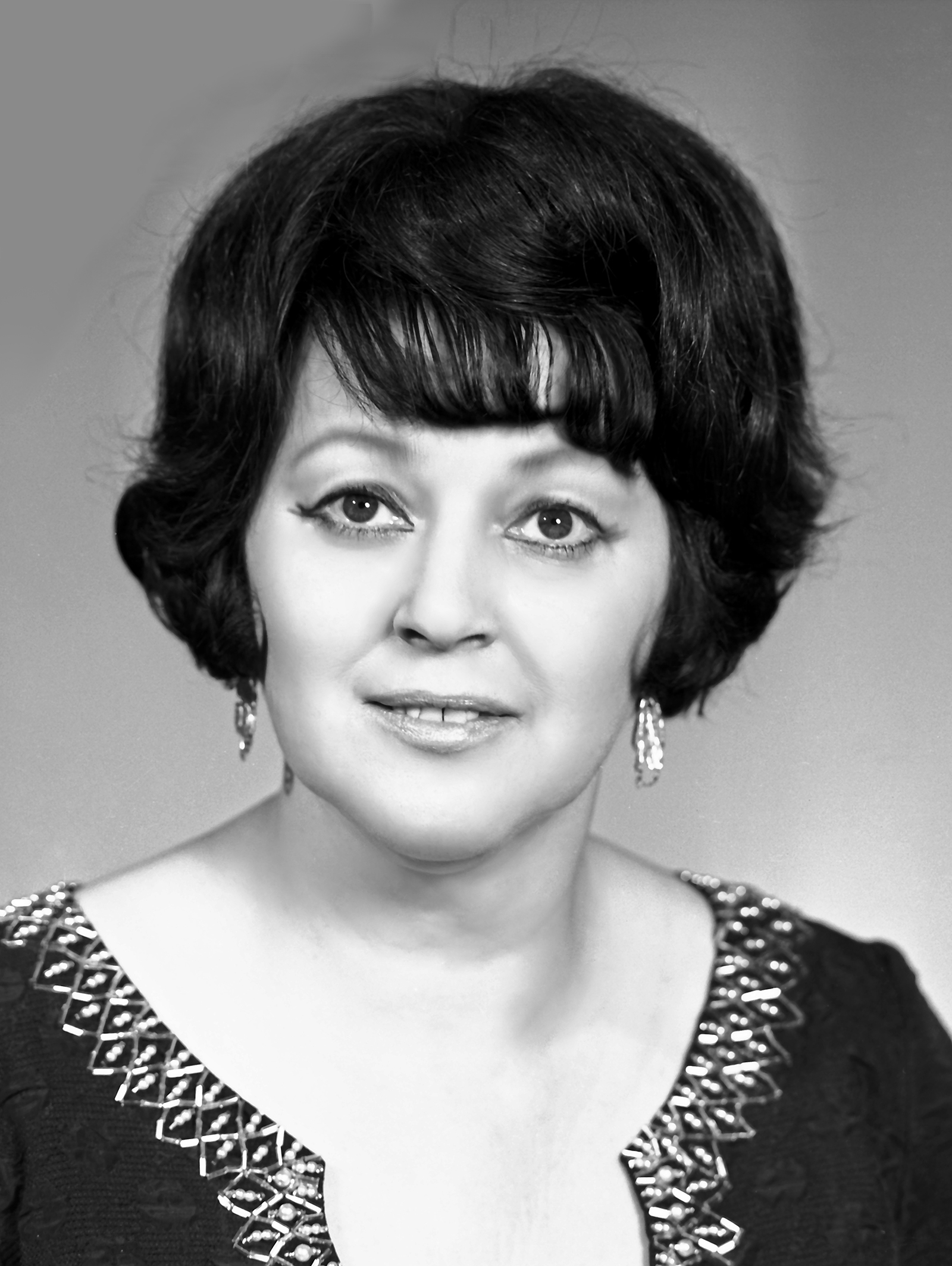
Márta Záray

Márta Záray (* 28. August 1926 in Tatabánya; † 31. März 2001 in Budapest) war eine ungarische Sängerin. Ihr bevorzugtes Genre war die Tanz- und Unterhaltungsmusik.

## Leben
Záray wuchs in einer Bergarbeiterfamilie in Tatabánya auf. Sie besuchte die staatliche Schauspielschule und machte dort 1946 ihren Abschluss. Ihre ersten Auftritte fanden im Volkshaus (Népház) in Tatabánya statt. 1950 begann sie regelmäßig im Kaffeehaus EMKE im VII. Bezirk in Budapest zu singen und erlangte so eine relativ große Popularität. Dort lernte sie auch ihren späteren Ehemann, den Sänger János Vámosi kennen, mit dem sie in der Folgezeit oft zusammen auftrat. Sie war in zahlreichen Radio- und Fernsehsendungen im In- und Ausland zu hören und zu sehen. 1977 erhielt sie den ungarischen Staatspreis SZOT in Anerkennung für ihr Werk.
Ihrer Geburtsstadt Tatabánya setzte sie mit dem Lied Tatabányai lány (deutsch Mädchen aus Tatabánya) ein Denkmal.
Ihr Grab befindet sich auf dem Újtelepi temető in Tatabánya.

## Auszeichnungen
- SZOT-díj, 1977
- EMeRTon-díj, 1989
- A Magyar Köztársasági Érdemrend kiskeresztje, 1994
- m-díj, 2000
- EMeRTon-díj, 2002 (posthum)

## Diskographie
- Tánczene, 1962 Qualiton (Sampler)
- Megáll az idő, 1966 Qualiton (Sampler)
- Homokóra, 1977
- Nekünk találkozni kellett, 1978
- Ének az esőben, 1980
- Köszönet a boldog évekért, 1982
- Ketten az úton, 1984
- Gól, 1985
- Álomvilág, 1987
- Halló, itt jóbarát, 1988
- Aranyalbum, 1990
- Micsoda évek vannak mögöttünk, 1992